# 137. pehotni polk (Italija)
137. pehotni polk Barletta (izvirno italijansko 137º Reggimento fanteria) je bil pehotni polk Kraljeve italijanske kopenske vojske.

## Zgodovina
Med prvo svetovno vojno je bil polk nastanjen na soški fronti.